# Idaea lauta
Idaea lauta là một loài bướm đêm trong họ Geometridae.